# Battle Starship Alfee
『Battle Starship Alfee』（バトルスターシップアルフィー）は2019年6月26日に発売されたTHE ALFEE25枚目のオリジナルアルバム。

## 概要
3年半振り、デビュー45周年に発売された本作は、「THE ALFEE45周年!! まだまだ前に向かって進んでいく！」という意味が込められており、2019年8月3日・4日幕張メッセで開催の夏イベント、秋のコンサートツアー、冬のアリーナツアーのタイトルとして冠されている。
ジャケットとボーナスCD内容がの異なる3種類で2枚組仕様の初回限定盤と通常盤の4形態で発売。
2019年7月8日付のオリコン週間ランキングで初登場3位を獲得。
THE ALFEEは昭和・平成・令和と3つの時代でオリコンアルバムチャートTOP3入りを果たした。
オリジナル・アルバムで唯一サブスクリプションが解禁されていなかったが2022年より解禁となった。

## 収録曲
全作詞・作曲：高見沢俊彦（ボーナストラック除く）
1. Battle Starship Neo（編曲:高見沢俊彦 with 本田優一郎　ストリングスアレンジ：萩森英明）
リードトラック。イントロが2分近くととても長い。3人のスイッチボーカルで歌われている。2019年6月19日より3人がパーソナリティーを務めるラジオ番組「THE ALFEE 終わらない夢」のオープニングテーマとして使われている。
2. Rock 憂（編曲:高見沢俊彦 with 本田優一郎）
3. 東京狂詩曲（ラプソディー）（編曲:高見沢俊彦 with 本田優一郎）
4. いつかの未来（編曲:高見沢俊彦 with 本田優一郎）
5. はじまりの詩（編曲:高見沢俊彦 with 鎌田雅人）
bayfm POWER PLAY 第520回（期間:6/10～6/30）に採用。
発売前の6月22日に「ミュージックフェア」（フジテレビ系）で初披露された[4]。
曲中にサイモン＆ガーファンクルの「早く家に帰りたい」(Homeward Bound)が登場するため、ライブではその曲を前置きとして演奏することもあった。
6. 私的恋愛論（編曲:高見沢俊彦 with 鎌田雅人　ストリングスアレンジ：萩森英明）
7. 進化論B（編曲:高見沢俊彦 with 本田優一郎　ストリングスアレンジ：萩森英明）
全編3声コーラスにて歌われているプログレッシブナンバー。イントロは7/4→6/4という変拍子になっており、作曲した高見沢は「のれるもんならのってみやがれ」と冗談混じりにコメントしている。
8. 風に消えた恋（編曲:高見沢俊彦 with 鎌田雅人）
9. 今日のつづきが未来になる（編曲:高見沢俊彦 with 鎌田雅人）
65枚目シングル
10. 人間だから悲しいんだ（編曲:高見沢俊彦 with 鎌田雅人）
67枚目シングル
11. あなたに贈る愛の歌（編曲:高見沢俊彦 with 萩森英明）
66枚目シングル
12. 愛をとりもどせ!!（Battle Starship Mix）（作詞:中村公晴 作曲:山下三智夫 編曲:高見沢俊彦 with 本田優一郎）
通常盤のみ収録ボーナストラック。本作に収録するにあたり、アレンジが施されている。オリジナル版『北斗の拳 35th Anniversary Album “伝承”』に収録。スマートフォン向けゲームアプリ『北斗の拳 LEGENDS ReVIVE 』テーマソングに採用された。

### 初回限定盤付属 BONUS CD

#### A
THE ALFEE LIVE SOUND SELECTION : Pops & Ballads
1. From The Past To The Future
Best Hit Alfee Final 2015 at 日本武道館 Dec.24,2015
2. うつろな瞳
31st Summer Best Hit Alfee 2017 夏フェスタ at 横浜アリーナ Jul.30,2017
3. Take it Easy
45th Anniversary Summer Best Hit Alfee 2018 夏ノ巻 Chateau of The Alfee at 横浜アリーナ Jul.28,2018
4. Just Like America
45th Anniversary Summer Best Hit Alfee 2018 夏ノ巻 Chateau of The Alfee at 横浜アリーナ
5. My Sweet Home Town
Best Hit Alfee Final 2015 at 日本武道館 Dec.24,2015
6. 美しいシーズン
45th Anniversary Best Hit Alfee 2018 春ノ巻 at NHKホール May 27,2018
7. ONE
45th Anniversary Best Hit Alfee 2018 冬ノ巻 Chateau of The Alfee III at 日本武道館 Dec.24,2018
8. 泣かないでMY LOVE
45th Anniversary Best Hit Alfee 2018 冬ノ巻 Chateau of The Alfee III at 日本武道館 Dec.24,2018
9. LOVE
45th Anniversary Best Hit Alfee 2018 冬ノ巻 Chateau of The Alfee III at 日本武道館 Dec.24,2018
10. 君に逢ったのはいつだろう
Best Hit Alfee Final 2016 冬フェス at 日本武道館 Dec.24,2016

#### B
THE ALFEE LIVE SOUND SELECTION : Hard Rock & Progressive Rock
1. 孤独の美学
Best Hit Alfee Final 2017 冬フェスタ at 日本武道館 Dec.24,2017
2. CRASH!
Best Hit Alfee 2016 30th Summer! 夏フェス at 横浜アリーナ Jul.30,2016
3. ジェネレーション・ダイナマイト
45th Anniversary Summer Best Hit Alfee 2018 夏ノ巻 Chateau of The Alfee at 横浜アリーナ Jul.29,2018
4. UNCROWNED KINGDOM
45th Anniversary Best Hit Alfee 2018 冬ノ巻 Chateau of The Alfee III at 日本武道館 Dec.24,2018
5. 誓いの明日
45th Anniversary Best Hit Alfee 2018 春ノ巻 at NHKホール May 27,2018
6. Shadow of Kingdom
45th Anniversary Best Hit Alfee 2018 春ノ巻 at NHKホール May 27,2018
7. 幻想 ～ILLUSION～
45th Anniversary Summer Best Hit Alfee 2018 夏ノ巻 Chateau of The Alfee at 横浜アリーナ Jul.29,2018
8. 天河の舟
45th Anniversary Best Hit Alfee 2018 冬ノ巻 Chateau of The Alfee III at 日本武道館 Dec.24,2018
9. DNA Odyssey
Best Hit Alfee 2017 春フェスタ at NHKホール May 28,2017

#### C
Battle Starship Alfee Liner Notes Talk Session
1. Opening
2. アルバム「Battle Starship Alfee」について
3. 楽曲解説 Part1 (Battle Starship Neo,いつかの未来,私的恋愛論,風に消えた恋,進化論 B, Rock 憂,はじまりの詩)
4. Free Talk
5. 楽曲解説 Part2 (今日のつづきが未来になる,人間だから悲しいんだ,あなたに贈る愛の歌,東京狂詩曲)
6. Ending

## クレジット

### 参加ミュージシャン
- 鎌田雅人 - Programming（M-5、6、8、9、10）
- 本田優一郎 - Programming（M-1、2、3、4、7）
- 萩森英明 - Programming（M-11）
- 吉田太郎 - Drums （All Songs）